# Schöne Ferien
Schöne Ferien ist eine aus fünf Folgen bestehende Fernsehreihe, die erstmals im April 1985 im Ersten Deutschen Fernsehen ausgestrahlt wurde. Die fünf Folgen beinhalten jeweils zwei bis drei unabhängige Episoden.

## Handlung
Die Serie begleitet die beiden Reiseleiterinnen Stefanie und Christine sowie den Reiseleiter Michael, die sich nicht nur um ihre Gäste kümmern, sondern immer wieder in aufregende und amüsante Abenteuer geraten.

## Gastdarsteller
| Schauspieler        | Folge |
| ------------------- | ----- |
| Karin Anselm        | 4     |
| Karin Baal          | 4     |
| Chariklia Baxevanos | 3     |
| Joachim Bernhard    | 1     |
| Dagmar Biener       | 3     |
| Peter Bongartz      | 5     |
| Herbert Bötticher   | 4     |
| Simone Brahmann     | 4     |
| Pierre Brice        | 5     |
| Peter Buchholz      | 2     |
| Bruno Dallansky     | 1     |
| Ivan Desny          | 4     |
| Robert Dietl        | 1     |
| Volker Eckstein     | 4     |
| Buddy Elias         | 2     |
| Heli Finkenzeller   | 1     |
| Corinna Genest      | 2     |
| Reinhard Glemnitz   | 3     |
| Matthias Habich     | 3     |
| Martin Halm         | 4     |

| Schauspieler        | Folge |
| ------------------- | ----- |
| Evelyn Hamann       | 3     |
| Lambert Hamel       | 3     |
| Klaus Herm          | 4     |
| Nino Korda          | 2     |
| Diether Krebs       | 5     |
| Lisa Kreuzer        | 4     |
| Anja Kruse          | 5     |
| Gunther Malzacher   | 4     |
| Michaela May        | 2     |
| Horst Niendorf      | 1     |
| Franziska Oehme     | 1     |
| Witta Pohl          | 3     |
| Silvia Reize        | 5     |
| Maria Sebaldt       | 1     |
| Peter Seum          | 1     |
| Karl-Heinz Vosgerau | 5     |
| Elmar Wepper        | 3     |
| Elisabeth Wiedemann | 2     |
| Klaus Wildbolz      | 2     |
| Christine Wodetzky  | 2     |

## Episoden
| Folge | Titel                                                  | Episoden                                                                                     | Erstausstrahlung        |
| ----- | ------------------------------------------------------ | -------------------------------------------------------------------------------------------- | ----------------------- |
| 1     | Urlaubsgeschichten aus Kenia                           | Babysitter wider Willen / Aufenthalt in Nakuru / Heinrich der Kühne – oder: Anton der Letzte | Mittwoch, 3. April 1985 |
| 2     | Urlaubsgeschichten aus Mallorca                        | Ein Herz für Hunde / Schlüssel zum Erfolg / Das halbe Doppelzimmer                           | Sonntag, 7. April 1985  |
| 3     | Urlaubsgeschichten aus Sri Lanka und von den Malediven | ‚Outdoor Man‘ / Robinsöhne                                                                   | Montag, 8. April 1985   |
| 4     | Urlaubsgeschichten aus Portugal                        | Wo die Liebe hinfällt / Die Suche / Der Meckerer                                             | Montag, 15. April 1985  |
| 5     | Urlaubsgeschichten aus Singapur und Malaysien          | Tinas Traum / Grau ist keine Farbe / Die Welt des kleinen Mannes                             | Montag, 22. April 1985  |

## DVD-Veröffentlichung
Die Serie wurde am 21. Dezember 2012 in einer Komplettbox mit allen fünf Episoden von Pidax veröffentlicht.